# NGC 3740
NGC 3740 est une galaxie spirale située dans la constellation de la Grande Ourse. NGC 3740 a été découverte par l'astronome germano-britannique William Herschel en 1790.

## Caractéristiques
Sa vitesse par rapport au fond diffus cosmologique est de 3 441 ± 11 km/s, ce qui correspond à une distance de Hubble de 50,8 ± 3,6 Mpc (∼166 millions d'al).